# 向鶴齡
向鶴齡（？—1635年7月27日（崇禎八年六月十四）），和名國頭親方朝致，琉球國第二尚氏王朝政治家、三司官。他的名乘原為「重信」。直到他死後的1691年，琉球王府將王族的分支統一改姓為「向」，名乘改為「朝」字輩，他的名乘才被改為「朝致」。
向鶴齡為向里瑞（浦添親方朝師）之子，他是向氏大宜見殿內的第一代當主。天啟二年（1622年）五月出任三司官。
崇禎六年（1633年），尚豐王派王舅向鶴齡、紫金大夫蔡堅（喜友名親雲上）、使者栢壽、都通事阮士乾等人跟隨冊封使杜三策一起前往明朝，進貢方物並表示謝恩。同時，這個使團要求將三年二貢恢復為薩摩入侵之前的二年一貢。這個要求得到崇禎帝的批准。崇禎八年（1635年）事務辦完之後，使團離開北京回國。途中，向鶴齡在福建患病身故。